# Rudolf von Horn (General, 1798)
Heinrich Rudolf Ferdinand August Alexander von Horn (* 18. Juni 1798 in Danzig; † 20. Mai 1863 in Potsdam) war ein preußischer Generalleutnant.

## Leben

### Herkunft
Rudolf war ein Sohn des späteren preußischen Generalleutnants Heinrich Wilhelm von Horn (1762–1829) aus dem Briefadelsgeschlecht Horn und dessen zweiten Ehefrau Regine Marie Elisabeth Wilhelmine, geborene von Raabe (1768–1800).

### Militärkarriere
Zu Beginn der Befreiungskriege besuchte Horn das Kadettenhaus in Berlin und wurde anschließend Ende April 1815 als Sekondeleutnant dem Leib-Infanterie-Regiment Nr. 8 der Preußischen Armee überwiesen. Mit dem Regiment nahm er während des Sommerfeldzuges an den Schlachten bei Ligny und Wavre sowie der Besetzung der französischen Hauptstadt teil. Ausgezeichnet mit dem Eisernen Kreuz II. Klasse und dem Orden des Heiligen Wladimir IV. Klasse wurde Horn nach dem Krieg am 23. April 1816 zum Adjutanten der Magdeburger Landwehr-Inspektion ernannt. Ab Ende März 1818 war er für zwei Jahre Adjutant der Truppenbrigade in Münster. Anschließend in die Adjutantur versetzt, wurde Horn Adjutant der 16. Infanterie-Brigade in Trier und am 30. März 1822 zum Premierleutnant befördert. Vier Jahre später folgte seine Versetzung nach Erfurt als Adjutant der dort stationierten 8. Division und Horn avancierte hier im März 1827 zum Kapitän. Unter Belassung in dieser Stellung wurde er am 30. März 1830 dem 32. Infanterie-Regiment aggregiert und am 30. März 1831 als Kompaniechef in das 27. Infanterie-Regiment versetzt. Daran schloss sich vom 30. März 1837 bis zum 27. Juli 1841 eine Verwendung in Jülich als Major und Kommandeur des II. Bataillons im 25. Landwehr-Regiment an. Anschließend in das 29. Infanterie-Regiment versetzt, war Horn hier zunächst Kommandeur des I. und ab Mitte Mai 1846 des Füsilier-Bataillons. Am 27. März 1847 stieg er zum Oberstleutnant auf und wurde am 13. Mai 1848 mit der Führung des 36. Infanterie-Regiments beauftragt. Kurz darauf ernannte man ihn am 6. Juli 1848 zum Kommandeur des 25. Infanterie-Regiments. Zeitgleich war Horn von Herbst 1848 bis Frühjahr 1849 auch mit der Wahrnehmung der Geschäfte als Kommandant von Bonn beauftragt. Mit einer mobilen Kolonne, bestehend aus Infanterie, Kavallerie und Artillerie, stellte er in den Kreisen Wittlich, Bitburg und Prüm die Ordnung wieder her. 1849 führte Horn sein Regiment bei der Niederschlagung der Badischen Revolution in den Gefechten bei Rastatt und Kuppenheim. Großherzog Leopold verlieh Horn daraufhin das Ritterkreuz des Militär-Karl-Friedrich-Verdienstordens. Am 19. November 1849 erfolgte seine Beförderung zum Oberst. Vom 14. Mai 1850 bis zum 16. April 1851 fungierte er als Kommandeur des 40. Infanterie-Regiments und anschließend bis zum 14. April 1852 als Kommandant von Minden. Dann wurde Horn Kommandeur der 12. Infanterie-Brigade. In gleicher Eigenschaft war er ab 4. Mai 1852 bei der 24. Infanterie-Brigade und wurde am 22. März 1853 Generalmajor. Unter Verleihung des Roten Adlerordens II. Klasse mit Schwertern am Ringe erhielt Horn als Generalleutnant am 22. Oktober 1856 seinen Abschied mit der gesetzlichen Pension.

### Familie
Horn hatte sich am 8. August 1827 in Düsseldorf mit Berta Renate von Reckow (1799–1845) verheiratet. Sie war die Tochter des späteren preußischen Generalleutnants Eduard von Reckow. Aus der Ehe gingen vier Kinder hervor: Der spätere preußische Generalmajor Rudolf Karl Wilhelm (1833–1905) sowie Karl Wilhelm († 1874). Außerdem Thekla († 1879) verheiratet mit einem Major Deutsch und Ida († 1889) verheiratete mit dem Oberst von Asmuth.